# Albertina de Brandemburgo-Schwedt
Sofia Frederica Albertina de Brandemburgo-Schwedt (em alemão:  Sophie Friederike Albertine; Berlim, 21 de abril de 1712 – Bernburgo, 7 de setembro de 1750) foi uma nobre alemã. Ela foi princesa consorte de Anhalt-Bernburgo pelo seu casamento com Vítor Frederico de Anhalt-Bernburgo.

## Família
Albertine foi a terceira filha, sexta e penúltima criança nascida do marquês Alberto Frederico de Brandemburgo-Schwedt e de Maria Doroteia Kettler da Curlândia.
Os seus avós paternos foram Frederico Guilherme, Eleitor de Brandemburgo e Sofia Doroteia de Eslésvico-Holsácia-Sonderburgo-Glucksburgo. Os seus avós maternos foram Frederico Casimiro Kettler, Duque da Curlândia e Semigália, e Sofia Amália de Nassau-Siegen.
Albertina teve vários irmãos, entre eles: Carlos Frederico Alberto, Grão-Mestre da Ordem de São João, ramo dos Cavalheiros Hospitaleiros, que atualmente é conhecida como Ordem de Malta; Ana Sofia Carlota, esposa do duque Guilherme Henrique de Saxe-Eisenach; Frederico, que morreu na Batalha de Mollwitz; Frederico Guilherme, um major general e comandante, etc. 

## Biografia

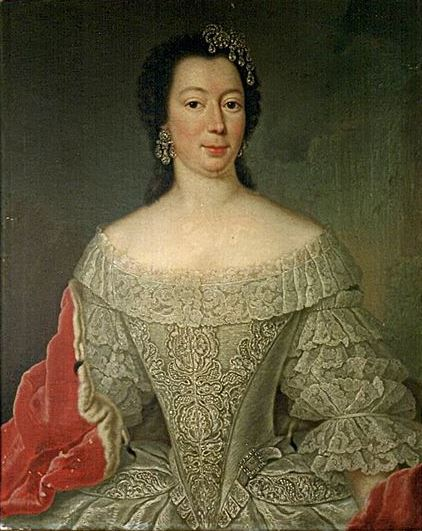
Pintura do século XVIII de autoria desconhecida, presente no Castelo de Bernburgo.

No dia 22 de maio de 1733, em Potsdam, aos 21 anos de idade, Albertina se casou com Vítor Frederico, de 32 anos, filho de Carlos Frederico de Anhalt-Bernburgo e de Sofia Albertina de Solms-Sonnenwalde. Ele tinha ficado viúvo um ano antes, tendo sido casado com Luísa de Anhalt-Dessau, com quem teve uma filha, Sofia Luísa.
O casal teve seis filhos juntos, quatro meninas e um menino.
A princesa faleceu em 7 de setembro de 1750, em Bernburgo, com apenas 38 anos de idade, e foi sepultada na Igreja do Castelo de São Egídio.

## Descendência
- Frederico Alberto (15 de agosto de 1735 – 9 de april de 1796), sucessor do pai. Foi marido de Luísa Albertina de Eslésvico-Holsácia-Sonderburgo-Plön, com quem teve dois filhos;
- Carlota Guilhermina (1737 - 1777), esposa do príncipe Cristiano Gunter III de Schwarzburg-Sondershausen, com quem teve uma filha chamada Albertina;
- Maria Carolina (n. e m. 1739);
- Frederica Augusta Sofia (28 de agosto de 1744 – 12 de abril de 1827), terceira esposa de Frederico Augusto de Anhalt-Zerbst, sendo assim cunhada da imperatriz Catarina II da Rússia. Quando a imperatriz herdou Jever, Frederica foi nomeada governadora de Jever em nome de Catarina em abril de 1793. Ela foi uma regente ativa, que realizou muitas reformas, porém, foi forçada a abdicar do governo quando o estado foi tomado por Napoleão Bonaparte em outubro de 1806. Não teve filhos;
- Cristina Isabel Albertina (1746 - 1823), esposa do príncipe Augusto de Schwarzburg-Sondershausen. Morou com a irmã Frederica no Castelo de Coswig até a morte da mesma.